# Carl Gustav Hempel
Carl Gustav Hempel (* 8. Januar 1905 in Oranienburg; † 9. November 1997 in Princeton, New Jersey) war ein deutscher Philosoph in der Tradition des logischen Positivismus. Er hat zusammen mit Paul Oppenheim das Hempel-Oppenheim-Schema (DN-Modell) der wissenschaftlichen Erklärung entwickelt und später auch allein weiterentwickelt.

## Leben
Carl G. Hempel wuchs in der von Intellektuellen am Stadtrand von Oranienburg gegründeten Siedlung Eden auf, der ältesten Vegetariersiedlung Deutschlands, in der der Traum von Lebens-, Wirtschafts- und Bodenreform Wirklichkeit werden sollte. Er besuchte ein Realgymnasium in Berlin und begann sein Studium ab 1923 an der Universität Göttingen in den Fächern Mathematik und Philosophie. Hier lernte er David Hilbert kennen und war von dessen Idee fasziniert, die Widerspruchsfreiheit der Mathematik mit Hilfe elementarer Methoden zu beweisen.
Nach einem kurzen Aufenthalt in Heidelberg studierte er ab 1924 in Berlin Mathematik, Philosophie und Physik. 1929 nahm er am ersten Kongress für wissenschaftliche Philosophie teil, der von den Berliner Positivisten organisiert wurde. Hier traf er Rudolf Carnap, von dem er so beeindruckt war, dass er nach Wien zog und dort in den Wiener Kreis aufgenommen wurde. 1934 erhielt er den Doktorgrad der Universität Berlin mit einer Dissertation über Wahrscheinlichkeitstheorie. Gutachter sollte ursprünglich der Wissenschaftstheoretiker Hans Reichenbach werden, der jedoch aus „rassischen“ Gründen emigrieren musste (Gutachter wurden nun der Philosoph Nicolai Hartmann und der Psychologe Wolfgang Köhler).
Hempel selber wanderte mit Hilfe von Paul Oppenheim nach Belgien aus. 1936 veröffentlichten beide gemeinsam das Buch Der Typusbegriff im Lichte der neuen Logik.
1937 erhielt Hempel eine Einladung der Universität von Chicago als wissenschaftlicher Assistent der Philosophie. 1939 emigrierte er – er war mit der Jüdin Eva Ahrends verheiratet – in die USA. Er lehrte am City College of New York und von 1940 bis 1948 am Queens College. Er beschäftigte sich in dieser Zeit mit Fragen der Bestätigung und Erklärung wissenschaftlicher Aussagen und veröffentlichte dazu mehrere Aufsätze. In dieser Zeit starb seine Gattin kurz nach der Geburt des gemeinsamen Sohnes Peter Andrew. Drei Jahre später heiratete er Diane Perlow, mit der er die Tochter Miranda TobyAnne hatte.
Von 1948 bis 1955 lehrte Hempel an der Yale University, ab 1955 bis zu seiner Pensionierung 1974 in Princeton. 1957 wurde er in die American Academy of Arts and Sciences, 1966 in die American Philosophical Society und 1977 als korrespondierendes Mitglied in die British Academy gewählt. 1961 wurde er Präsident der American Philosophical Association Eastern Division. 1974 ging er bis 1976 an die Hebrew University in Jerusalem und von dort bis 1985 nach Pittsburgh.
Sein Geburtsort Oranienburg gedachte (einer Anregung von Horst Wolfgang Boger folgend) als erste deutsche Stadt seiner, indem sie am 8. Januar 2005 die Schmachtenhagener Straße in „Carl-Gustav-Hempel-Straße“ umbenannte. Von der Universität Konstanz wurde er mit der Ehrendoktorwürde im Fachbereich Philosophie ausgezeichnet. Der Fachbereich Wirtschaftswissenschaft der Freien Universität Berlin verlieh ihm am 10. Dezember 1984 ebenfalls eine Ehrenpromotion.

## Werk
Hempel leistete bedeutende Beiträge zur Wissenschaftstheorie des logischen Empirismus. In seinen späteren Jahren wandte er sich vom logischen Empirismus ab, indem er sich der Position von Thomas S. Kuhn annäherte, blieb der ehemals vertretenen Position aber durch kritische Wortmeldungen verbunden.
Hempel entwickelte zusammen mit Paul Oppenheim das Hempel-Oppenheim-Schema oder Gesetzesschema, eine Theorie des Erklärens. Nach dieser deduktiv-nomologischen Erklärung kann ein Ereignis dadurch erklärt werden, dass es aus allgemeinen Gesetzen und einer Reihe spezieller Anfangsbedingungen gefolgert werden kann.
Das Rabenparadox, auch Hempels Paradox genannt, gehört in den Bereich der Theorie der induktiven Bestätigung.
Hempel hat darauf hingewiesen, dass unter dem Begriff Realdefinition drei verschiedene Klassen von Fällen verstanden werden können: die Nominaldefinition, die Bedeutungsanalyse oder die empirische Analyse.

## Schriften
- Beiträge zur logischen Analyse des Wahrscheinlichkeitsbegriffs. Dissertation. Berlin. Neuenhahn, Jena 1934.
- Über den Gehalt von Wahrscheinlichkeitsaussagen. In: Erkenntnis. Band 5, 1935/1936, S. 228–260.
- mit Paul Oppenheim: Der Typusbegriff im Licht der neuen Logik. Sijthoff, Leiden 1936.
- Le problème de la vérité. In: Theoria. Band 3. 1937, S. 206–246.
- The Function of General Laws in History. In: The Journal of Philosophy. Band 39, 1942, S. 35–48.
- Studies in the Logic of Confirmation. In: Mind. Band 54, 1945, S. 1–26 und 97f.
- Fundamentals of Concept Formation in Empirical Science (= International Encyclopedia of Unified Science. Band 2, Nr. 7). University of Chicago Press, Chicago 1952; 10. Auflage 1969.
  - Grundzüge der Begriffsbildung in der empirischen Wissenschaft. Bertelsmann-Universitätsverlag, Düsseldorf 1974.
- The Logic of Functional Analysis. In: L. Gross (Hrsg.): Symposium on Sociological Theory. Evanston, Ill/White Plains, NY, 1959, S. 271–307.
- Philosophy of Natural Science. Prentice-Hall, Englewood Cliffs, NJ 1966, ISBN 0-13-663823-6.
  - Philosophie der Naturwissenschaften. Deutscher Taschenbuch-Verlag, München 1974, ISBN 3-423-04144-7.

Essaysammlungen:
- Aspects of Scientific Explanation and Other Essays in the Philosophy of Science. Free Press, New York 1965, ISBN 0-02-914340-3.
  - Aspekte wissenschaftlicher Erklärung. de Gruyter, Berlin 1977.
- Selected Philosophical Essays. Hrsg. Richard Jeffrey. Cambridge University Press, Cambridge 2000, ISBN 0-521-62475-4.
- The Philosophy of Carl G. Hempel: Studies in Science, Explanation, and Rationality. Hrsg. James H. Fetzer. Oxford University Press, 2001, ISBN 0-19-512136-8.